# Удинское сельское поселение (Бурятия)
Се́льское поселе́ние «Уди́нское» (бур. Хахирай үртын hомон) — муниципальное образование в Хоринском районе Бурятии Российской Федерации.
Административный центр — село Удинск.

## История
Статус и границы сельского поселения установлены Законом Республики Бурятия от 31 декабря 2004 года № 985-III «Об установлении границ, образовании и наделении статусом муниципальных образований в Республике Бурятия»

## Население
| 2002  | 2011  | 2012  | 2013  | 2014  | 2015  | 2016  |
| ----- | ----- | ----- | ----- | ----- | ----- | ----- |
| 1388  | ↘1286 | ↘1285 | ↘1250 | ↘1212 | ↘1200 | ↗1207 |
| 2017  | 2018  | 2019  | 2020  | 2021  | 2023  | 2024  |
| ↘1186 | ↘1157 | ↘1146 | ↘1113 | ↘995  | ↘967  | ↘950  |

## Состав сельского поселения
| № | Населённый пункт | Тип населённого пункта       | Население |
| - | ---------------- | ---------------------------- | --------- |
| 1 | Барун-Хасурта    | улус                         | ↘237      |
| 2 | Баян-Гол         | улус                         | ↗334      |
| 3 | Удинск           | село, административный центр | ↘719      |